# Square des Héros (Uccle)
Pour les articles homonymes, voir Place des Héros.
Le square des Héros est une voie bruxelloise de la commune d'Uccle.

## Situation et accès
Il se situe au croisement de l'avenue De Fré, de l'avenue Brugmann et de la rue du doyenné.

## Intermodalité
Le square est desservi par les lignes 4 et 92 du tramway de Bruxelles et par les lignes 37, 38, 41, 43 et 75 des autobus de Bruxelles.
| Arrêt Héros | Arrêt Héros |
| STIB        | -           |
| TEC         | 124         |
| ----------- | ----------- |

## Bâtiments remarquables et lieux de mémoire
Le square est surtout connu pour son monument aux morts, œuvre du sculpteur Léandre Grandmoulin (1873-1957).